# Bad Nenndorf
Bad Nenndorf è una città di 11 189 abitanti, della Bassa Sassonia, in Germania.
Appartiene al circondario (Landkreis) di Schaumburg (targa SHG) ed è parte della comunità amministrativa (Samtgemeinde) di Nenndorf.
La città di Bad Nenndorf fu creato nel 1929 unendo i soppressi comuni di Groß Nenndorf e Klein Nenndorf. Comprende le frazioni di Horsten, Riepen e Waltringhausen.